# Saint-Étienne-de-Maurs

Saint-Étienne-de-Maurs este o comună în departamentul Cantal, Franța. În 1 ianuarie 2022 avea o populație de 787 de locuitori.